# Оскар (кинопремия, 2013)
85-я церемония вручения премии «Оскар» за достижения в области кинематографа за 2012 год состоялась 24 февраля 2013 года в театре «Долби» в Лос-Анджелесе. Номинанты в 24 категориях были объявлены Сетом Макфарлейном и Эммой Стоун 10 января 2013 года. Макфарлейн также был ведущим церемонии.
Юбилейная церемония была так или иначе связана с вымышленным агентом Джеймсом Бондом: во время трансляции организаторы подготовили специальный номер, посвящённый ему, а певица Адель исполнила свой хит Skyfall, написанный для картины о Бонде «007: Координаты „Скайфолл“».
Победителя главной номинации премии — «Лучший фильм» — объявляла Первая леди США Мишель Обама.

## Список событий
| Дата                            | Событие                                                                                           |
| ------------------------------- | ------------------------------------------------------------------------------------------------- |
| Четверг, 3 января 2013 г.       | Голосование номинаций закрывается в 5:00 вечера PST (01:00, 3 января, UTC) (8:00 вечера EST)      |
| Четверг, 10 января 2013 г.      | Объявление номинантов в 5:30 утра PST (13:38 UTC) (8:38 утра EST) в театре Samuel Goldwyn Theater |
| Понедельник, 4 февраля 2013 г.  | Завтрак номинантов                                                                                |
| Суббота, 9 февраля 2013 г.      | Вручение наград в категории «Научно-технические достижения»                                       |
| Воскресенье, 17 февраля 2013 г. | Закрытие голосования в 5:00 вечера PST (01:00, 21 февраля UTC) (8:00 вечера EST)                  |
| Воскресенье, 24 февраля 2013 г. | 85-я церемония вручения премии «Оскар»                                                            |

## Изменения
Следующие изменения были внесены с 85-й церемонии вручения:
- Номинация «Лучший грим» была переименована в «Лучший грим и укладка волос»;
- Пять претендентов в категории «Лучшие визуальные эффекты», которые вошли в шорт-лист, были выбраны из 10 фильмов[7].

## Список номинантов и победителей
Количество наград/общее количество номинаций:
- 4/11: «Жизнь Пи»;
- 3/8: «Отверженные»;
- 3/7: «Операция „Арго“»;
- 2/12: «Линкольн»;
- 2/5: «Джанго освобождённый», «007: Координаты „Скайфолл“»;
- 1/8: «Мой парень — псих»;
- 1/5: «Любовь», «Цель номер один»;
- 1/4: «Анна Каренина»;
- 0/4: «Звери дикого Юга»;
- 0/3: «Хоббит: Нежданное путешествие» / «Мастер»;
- 0/2: «Экипаж» / «Белоснежка и охотник».

### Основные категории
| Категории                                                                             | Лауреаты и номинанты                                                                                    | Лауреаты и номинанты                                                             |
| ------------------------------------------------------------------------------------- | --- | -------------------------------------------------------------------------------- |
| Лучший фильм Награды вручали Джек Николсон и Мишель Обама                             | • Операция «Арго» / Argo (продюсеры: Грант Хеслов, Бен Аффлек и Джордж Клуни)                           | • Операция «Арго» / Argo (продюсеры: Грант Хеслов, Бен Аффлек и Джордж Клуни)    |
| Лучший фильм Награды вручали Джек Николсон и Мишель Обама                             | • Любовь / Amour (продюсеры: Маргарет Менегоз, Штефан Арндт, Файт Хайдушка и Михаэль Кац)               |                                                                                  |
| Лучший фильм Награды вручали Джек Николсон и Мишель Обама                             | • Звери дикого Юга / Beasts of the Southern Wild (продюсеры: Дэн Джанви, Джош Пенн и Майкл Готтвальд)   |                                                                                  |
| Лучший фильм Награды вручали Джек Николсон и Мишель Обама                             | • Джанго освобождённый / Django Unchained (продюсеры: Стейси Шер, Реджинальд Хадлин и Пилар Савон)      |                                                                                  |
| Лучший фильм Награды вручали Джек Николсон и Мишель Обама                             | • Отверженные / Les Misérables (продюсеры: Тим Беван, Эрик Феллнер, Дебра Хэйуорд и Камерон Макинтош)   |                                                                                  |
| Лучший фильм Награды вручали Джек Николсон и Мишель Обама                             | • Жизнь Пи / Life of Pi (продюсеры: Джил Неттер, Энг Ли и Дэвид Уомарк)                                 |                                                                                  |
| Лучший фильм Награды вручали Джек Николсон и Мишель Обама                             | • Линкольн / Lincoln (продюсеры: Стивен Спилберг и Кэтлин Кеннеди)                                      |                                                                                  |
| Лучший фильм Награды вручали Джек Николсон и Мишель Обама                             | • Мой парень — псих / Silver Linings Playbook (продюсеры: Донна Джильотти, Брюс Коэн и Джонатан Гордон) |                                                                                  |
| Лучший фильм Награды вручали Джек Николсон и Мишель Обама                             | • Цель номер один / Zero Dark Thirty (продюсеры: Марк Боал, Кэтрин Бигелоу и Меган Эллисон)             |                                                                                  |
| Лучший режиссёр Награду вручали Джейн Фонда и Майкл Дуглас                            | | • Энг Ли — «Жизнь Пи»                                                            |
| Лучший режиссёр Награду вручали Джейн Фонда и Майкл Дуглас                            | • Михаэль Ханеке — «Любовь»                                                                             |                                                                                  |
| Лучший режиссёр Награду вручали Джейн Фонда и Майкл Дуглас                            | • Бен Зайтлин — «Звери дикого Юга»                                                                      |                                                                                  |
| Лучший режиссёр Награду вручали Джейн Фонда и Майкл Дуглас                            | • Стивен Спилберг — «Линкольн»                                                                          |                                                                                  |
| Лучший режиссёр Награду вручали Джейн Фонда и Майкл Дуглас                            | • Дэвид О. Рассел — «Мой парень — псих»                                                                 |                                                                                  |
| Лучший актёр Награду вручала Мерил Стрип                                              | | • Дэниел Дэй-Льюис — «Линкольн» (за роль 16-го президента США Авраама Линкольна) |
| Лучший актёр Награду вручала Мерил Стрип                                              | • Брэдли Купер — «Мой парень — псих» (за роль Пэта Солитано)                                            |                                                                                  |
| Лучший актёр Награду вручала Мерил Стрип                                              | • Хью Джекман — «Отверженные» (за роль Жана Вальжана)                                                   |                                                                                  |
| Лучший актёр Награду вручала Мерил Стрип                                              | • Хоакин Феникс — «Мастер» (за роль Фредди Куэлла)                                                      |                                                                                  |
| Лучший актёр Награду вручала Мерил Стрип                                              | • Дензел Вашингтон — «Экипаж» (за роль Уильяма «Уипа» Уитакера)                                         |                                                                                  |
| Лучшая актриса Награду вручал Жан Дюжарден                                            | | • Дженнифер Лоуренс — «Мой парень — псих» (за роль Тиффани Максвелл)             |
| Лучшая актриса Награду вручал Жан Дюжарден                                            | • Джессика Честейн — «Цель номер один» (за роль Майи)                                                   |                                                                                  |
| Лучшая актриса Награду вручал Жан Дюжарден                                            | • Эммануэль Рива — «Любовь» (за роль Энн)                                                               |                                                                                  |
| Лучшая актриса Награду вручал Жан Дюжарден                                            | • Кувенжаней Уоллис — «Звери дикого Юга» (за роль Хашпаппи)                                             |                                                                                  |
| Лучшая актриса Награду вручал Жан Дюжарден                                            | • Наоми Уоттс — «Невозможное» (за роль Марии Беннетт)                                                   |                                                                                  |
| Лучший актёр второго плана Награду вручала Октавия Спенсер                            | | • Кристоф Вальц — «Джанго освобождённый» (за роль Кинга Шульца)                  |
| Лучший актёр второго плана Награду вручала Октавия Спенсер                            | • Алан Аркин — «Операция „Арго“» (за роль Лестера Сигела)                                               |                                                                                  |
| Лучший актёр второго плана Награду вручала Октавия Спенсер                            | • Роберт де Ниро — «Мой парень — псих» (за роль Пэта Солитано-старшего)                                 |                                                                                  |
| Лучший актёр второго плана Награду вручала Октавия Спенсер                            | • Филип Сеймур Хоффман — «Мастер» (за роль Ланкастера Додда)                                            |                                                                                  |
| Лучший актёр второго плана Награду вручала Октавия Спенсер                            | • Томми Ли Джонс — «Линкольн» (за роль Тадеуса Стивенса)                                                |                                                                                  |
| Лучшая актриса второго плана Награду вручал Кристофер Пламмер                         | | • Энн Хэтэуэй — «Отверженные» (за роль Фантины)                                  |
| Лучшая актриса второго плана Награду вручал Кристофер Пламмер                         | • Эми Адамс — «Мастер» (за роль Пегги Додд)                                                             |                                                                                  |
| Лучшая актриса второго плана Награду вручал Кристофер Пламмер                         | • Салли Филд — «Линкольн» (за роль Мэри Тодд Линкольн)                                                  |                                                                                  |
| Лучшая актриса второго плана Награду вручал Кристофер Пламмер                         | • Хелен Хант — «Суррогат» (за роль Шерил Коэн Грин)                                                     |                                                                                  |
| Лучшая актриса второго плана Награду вручал Кристофер Пламмер                         | • Джеки Уивер — «Мой парень — псих» (за роль Долорес Солитано)                                          |                                                                                  |
| Лучший оригинальный сценарий Награду вручали Дастин Хоффман и Шарлиз Терон            | | • Квентин Тарантино — «Джанго освобождённый»                                     |
| Лучший оригинальный сценарий Награду вручали Дастин Хоффман и Шарлиз Терон            | • Михаэль Ханеке — «Любовь»                                                                             |                                                                                  |
| Лучший оригинальный сценарий Награду вручали Дастин Хоффман и Шарлиз Терон            | • Джон Гэйтинс — «Экипаж»                                                                               |                                                                                  |
| Лучший оригинальный сценарий Награду вручали Дастин Хоффман и Шарлиз Терон            | • Уэс Андерсон и Роман Коппола — «Королевство полной луны»                                              |                                                                                  |
| Лучший оригинальный сценарий Награду вручали Дастин Хоффман и Шарлиз Терон            | • Марк Боал — «Цель номер один»                                                                         |                                                                                  |
| Лучший адаптированный сценарий Награду вручали Дастин Хоффман и Шарлиз Терон          | • Крис Террио — «Операция „Арго“»                                                                       | • Крис Террио — «Операция „Арго“»                                                |
| Лучший адаптированный сценарий Награду вручали Дастин Хоффман и Шарлиз Терон          | • Люси Алибар и Бен Зайтлин — «Звери дикого Юга»                                                        |                                                                                  |
| Лучший адаптированный сценарий Награду вручали Дастин Хоффман и Шарлиз Терон          | • Дэвид Мэги — «Жизнь Пи»                                                                               |                                                                                  |
| Лучший адаптированный сценарий Награду вручали Дастин Хоффман и Шарлиз Терон          | • Тони Кушнер — «Линкольн»                                                                              |                                                                                  |
| Лучший адаптированный сценарий Награду вручали Дастин Хоффман и Шарлиз Терон          | • Дэвид О. Рассел — «Мой парень — псих»                                                                 |                                                                                  |
| Лучший анимационный полнометражный фильм Награду вручали Пол Радд и Мелисса Маккарти  | • Храбрая сердцем / Brave (Марк Эндрюс и Бренда Чапман)                                                 | • Храбрая сердцем / Brave (Марк Эндрюс и Бренда Чапман)                          |
| Лучший анимационный полнометражный фильм Награду вручали Пол Радд и Мелисса Маккарти  | • Франкенвини / Frankenweenie (Тим Бёртон)                                                              |                                                                                  |
| Лучший анимационный полнометражный фильм Награду вручали Пол Радд и Мелисса Маккарти  | • Паранорман, или Как приручить зомби / ParaNorman (Сэм Фелл и Крис Батлер)                             |                                                                                  |
| Лучший анимационный полнометражный фильм Награду вручали Пол Радд и Мелисса Маккарти  | • Пираты! Банда неудачников / The Pirates! In an Adventure with Scientists! (Питер Лорд)                |                                                                                  |
| Лучший анимационный полнометражный фильм Награду вручали Пол Радд и Мелисса Маккарти  | • Ральф / Wreck-It Ralph (Рич Мур)                                                                      |                                                                                  |
| Лучший фильм на иностранном языке Награду вручали Джессика Честейн и Дженнифер Гарнер | • Любовь / Amour (Австрия), реж. Михаэль Ханеке                                                         | • Любовь / Amour (Австрия), реж. Михаэль Ханеке                                  |
| Лучший фильм на иностранном языке Награду вручали Джессика Честейн и Дженнифер Гарнер | • Кон-Тики / Kon-Tiki (Норвегия), реж. Хоаким Роннинг и Эспен Сандберг                                  |                                                                                  |
| Лучший фильм на иностранном языке Награду вручали Джессика Честейн и Дженнифер Гарнер | • Нет / No (Чили), реж. Пабло Ларраин                                                                   |                                                                                  |
| Лучший фильм на иностранном языке Награду вручали Джессика Честейн и Дженнифер Гарнер | • Королевский роман / En kongelig affære (Дания), реж. Николай Арсель                                   |                                                                                  |
| Лучший фильм на иностранном языке Награду вручали Джессика Честейн и Дженнифер Гарнер | • Ведьма войны / Rebelle (Канада), реж. Ким Нгуен                                                       |                                                                                  |

### Другие категории
| Категории | Лауреаты и номинанты                                                                                | Лауреаты и номинанты                                                                       |
| --- | --------------------------------------------------------------------------------------------------- | ------------------------------------------------------------------------------------------ |
| Лучшая музыка: Оригинальный саундтрек Награду вручали Рене Зелвеггер, Кэтрин Зета‑Джонс, Ричард Гир и Куин Латифа         | | • Майкл Данна — «Жизнь Пи»                                                                 |
| Лучшая музыка: Оригинальный саундтрек Награду вручали Рене Зелвеггер, Кэтрин Зета‑Джонс, Ричард Гир и Куин Латифа         | • Дарио Марианелли — «Анна Каренина»                                                                |                                                                                            |
| Лучшая музыка: Оригинальный саундтрек Награду вручали Рене Зелвеггер, Кэтрин Зета‑Джонс, Ричард Гир и Куин Латифа         | • Александр Деспла — «Операция „Арго“»                                                              |                                                                                            |
| Лучшая музыка: Оригинальный саундтрек Награду вручали Рене Зелвеггер, Кэтрин Зета‑Джонс, Ричард Гир и Куин Латифа         | • Джон Уильямс — «Линкольн»                                                                         |                                                                                            |
| Лучшая музыка: Оригинальный саундтрек Награду вручали Рене Зелвеггер, Кэтрин Зета‑Джонс, Ричард Гир и Куин Латифа         | • Томас Ньюман — «007: Координаты „Скайфолл“»                                                       |                                                                                            |
| Лучшая песня к фильму Награду вручали Рене Зелвеггер, Кэтрин Зета‑Джонс, Ричард Гир и Куин Латифа                         | • Skyfall — «007: Координаты „Скайфолл“» — музыка и слова: Адель и Пол Эпворт                       | • Skyfall — «007: Координаты „Скайфолл“» — музыка и слова: Адель и Пол Эпворт              |
| Лучшая песня к фильму Награду вручали Рене Зелвеггер, Кэтрин Зета‑Джонс, Ричард Гир и Куин Латифа                         | • Before My Time — «Ускользающий лёд» — музыка и слова: Дж. Ральф                                   |                                                                                            |
| Лучшая песня к фильму Награду вручали Рене Зелвеггер, Кэтрин Зета‑Джонс, Ричард Гир и Куин Латифа                         | • Everybody Needs A Best Friend — «Третий лишний» — музыка: Уолтер Мёрфи, слова: Сет Макфарлейн     |                                                                                            |
| Лучшая песня к фильму Награду вручали Рене Зелвеггер, Кэтрин Зета‑Джонс, Ричард Гир и Куин Латифа                         | • Pi’s Lullaby — «Жизнь Пи» — музыка: Майкл Данна, слова: Бомбей Джайашри                           |                                                                                            |
| Лучшая песня к фильму Награду вручали Рене Зелвеггер, Кэтрин Зета‑Джонс, Ричард Гир и Куин Латифа                         | • Suddenly — «Отверженные» — музыка: Клод-Мишель Шёнберг; слова: Герберт Крецмер и Ален Бублиль     |                                                                                            |
| Лучший монтаж Награду вручала Сандра Буллок                                                                               | • Уильям Голденберг — «Операция „Арго“»                                                             | • Уильям Голденберг — «Операция „Арго“»                                                    |
| Лучший монтаж Награду вручала Сандра Буллок                                                                               | • Тим Скуайрес — «Жизнь Пи»                                                                         |                                                                                            |
| Лучший монтаж Награду вручала Сандра Буллок                                                                               | • Майкл Кан — «Линкольн»                                                                            |                                                                                            |
| Лучший монтаж Награду вручала Сандра Буллок                                                                               | • Джей Кэссиди и Криспин Стразерс — «Мой парень — псих»                                             |                                                                                            |
| Лучший монтаж Награду вручала Сандра Буллок                                                                               | • Дилан Тиченор и Уильям Голденберг — «Цель номер один»                                             |                                                                                            |
| Лучшая операторская работа Награду вручали Роберт Дауни-мл., Крис Эванс, Джереми Реннер, Марк Руффало и Сэмюэл Л. Джексон | • Клаудио Миранда — «Жизнь Пи»                                                                      | • Клаудио Миранда — «Жизнь Пи»                                                             |
| Лучшая операторская работа Награду вручали Роберт Дауни-мл., Крис Эванс, Джереми Реннер, Марк Руффало и Сэмюэл Л. Джексон | • Шеймас Макгарви — «Анна Каренина»                                                                 |                                                                                            |
| Лучшая операторская работа Награду вручали Роберт Дауни-мл., Крис Эванс, Джереми Реннер, Марк Руффало и Сэмюэл Л. Джексон | • Роберт Ричардсон — «Джанго освобождённый»                                                         |                                                                                            |
| Лучшая операторская работа Награду вручали Роберт Дауни-мл., Крис Эванс, Джереми Реннер, Марк Руффало и Сэмюэл Л. Джексон | • Януш Камински — «Линкольн»                                                                        |                                                                                            |
| Лучшая операторская работа Награду вручали Роберт Дауни-мл., Крис Эванс, Джереми Реннер, Марк Руффало и Сэмюэл Л. Джексон | • Роджер Дикинс — «007: Координаты „Скайфолл“»                                                      |                                                                                            |
| Лучшая работа художника-постановщика Награду вручали Дэниел Рэдклифф и Кристен Стюарт                                     | • Рик Картер (постановщик) и Джим Эриксон (декоратор) — «Линкольн»                                  | • Рик Картер (постановщик) и Джим Эриксон (декоратор) — «Линкольн»                         |
| Лучшая работа художника-постановщика Награду вручали Дэниел Рэдклифф и Кристен Стюарт                                     | • Сара Гринвуд (постановщик) и Кэти Спенсер (декоратор) — «Анна Каренина»                           |                                                                                            |
| Лучшая работа художника-постановщика Награду вручали Дэниел Рэдклифф и Кристен Стюарт                                     | • Дэн Хенна (постановщик), Ра Винсент и Саймон Брайт (декораторы) — «Хоббит: Нежданное путешествие» |                                                                                            |
| Лучшая работа художника-постановщика Награду вручали Дэниел Рэдклифф и Кристен Стюарт                                     | • Ив Стюарт (постановщик) и Анна Линч-Робинсон (декоратор) — «Отверженные»                          |                                                                                            |
| Лучшая работа художника-постановщика Награду вручали Дэниел Рэдклифф и Кристен Стюарт                                     | • Дэвид Гропмэн (постановщик) и Анна Пиннок (декоратор) — «Жизнь Пи»                                |                                                                                            |
| Лучший дизайн костюмов Награду вручали Дженнифер Энистон и Ченнинг Татум                                                  | • Жаклин Дюрран — «Анна Каренина»                                                                   | • Жаклин Дюрран — «Анна Каренина»                                                          |
| Лучший дизайн костюмов Награду вручали Дженнифер Энистон и Ченнинг Татум                                                  | • Пако Дельгадо — «Отверженные»                                                                     |                                                                                            |
| Лучший дизайн костюмов Награду вручали Дженнифер Энистон и Ченнинг Татум                                                  | • Джоанна Джонстон — «Линкольн»                                                                     |                                                                                            |
| Лучший дизайн костюмов Награду вручали Дженнифер Энистон и Ченнинг Татум                                                  | • Эйко Исиока (посмертно) — «Белоснежка: Месть гномов»                                              |                                                                                            |
| Лучший дизайн костюмов Награду вручали Дженнифер Энистон и Ченнинг Татум                                                  | • Коллин Этвуд — «Белоснежка и охотник»                                                             |                                                                                            |
| Лучший звук Награду вручали Марк Уолберг и Тед                                                                            | • Энди Нельсон, Марк Паттерсон и Саймон Хейз — «Отверженные»                                        | • Энди Нельсон, Марк Паттерсон и Саймон Хейз — «Отверженные»                               |
| Лучший звук Награду вручали Марк Уолберг и Тед                                                                            | • Джон Рейтц, Грегг Рудлофф и Хосе Антонио Гарсия — «Операция „Арго“»                               |                                                                                            |
| Лучший звук Награду вручали Марк Уолберг и Тед                                                                            | • Рон Бартлетт, Д. М. Хемфилл и Дрю Кунин — «Жизнь Пи»                                              |                                                                                            |
| Лучший звук Награду вручали Марк Уолберг и Тед                                                                            | • Энди Нельсон, Гэри Райдстром и Рональд Джадкинс — «Линкольн»                                      |                                                                                            |
| Лучший звук Награду вручали Марк Уолберг и Тед                                                                            | • Скотт Миллан, Грег П. Расселл и Стюарт Уилсон — «007: Координаты „Скайфолл“»                      |                                                                                            |
| Лучший звуковой монтаж Награду вручали Марк Уолберг и Тед                                                                 | • Пол Н. Дж. Оттоссон — «Цель номер один»                                                           | • Пол Н. Дж. Оттоссон — «Цель номер один»                                                  |
| Лучший звуковой монтаж Награду вручали Марк Уолберг и Тед                                                                 | • Пер Холлберг и Карен Бэйкер Лэндерс — «007: Координаты „Скайфолл“»                                |                                                                                            |
| Лучший звуковой монтаж Награду вручали Марк Уолберг и Тед                                                                 | • Эрик Аадал и Итан Ван дер Рин — «Операция „Арго“»                                                 |                                                                                            |
| Лучший звуковой монтаж Награду вручали Марк Уолберг и Тед                                                                 | • Уайли Стейтмен — «Джанго освобождённый»                                                           |                                                                                            |
| Лучший звуковой монтаж Награду вручали Марк Уолберг и Тед                                                                 | • Юджин Гирти и Филип Стоктон — «Жизнь Пи»                                                          |                                                                                            |
| Лучшие визуальные эффекты Награду вручали Роберт Дауни-мл., Крис Эванс, Джереми Реннер, Марк Руффало и Сэмюэл Л. Джексон  | • Билл Вестенхофер, Гийом Рошерон, Эрик-Ян Де Бур и Дональд Р. Эллиотт — «Жизнь Пи»                 | • Билл Вестенхофер, Гийом Рошерон, Эрик-Ян Де Бур и Дональд Р. Эллиотт — «Жизнь Пи»        |
| Лучшие визуальные эффекты Награду вручали Роберт Дауни-мл., Крис Эванс, Джереми Реннер, Марк Руффало и Сэмюэл Л. Джексон  | • Джо Леттери, Эрик Сэйндон, Дэвид Клэйтон и Р. Кристофер Уайт — «Хоббит: Нежданное путешествие»    |                                                                                            |
| Лучшие визуальные эффекты Награду вручали Роберт Дауни-мл., Крис Эванс, Джереми Реннер, Марк Руффало и Сэмюэл Л. Джексон  | • Янек Сиррс, Джефф Уайт, Гай Уильямс и Дэн Судик — «Мстители»                                      |                                                                                            |
| Лучшие визуальные эффекты Награду вручали Роберт Дауни-мл., Крис Эванс, Джереми Реннер, Марк Руффало и Сэмюэл Л. Джексон  | • Ричард Стаммерс, Тревор Вуд, Чарли Хенли и Мартин Хилл — «Прометей»                               |                                                                                            |
| Лучшие визуальные эффекты Награду вручали Роберт Дауни-мл., Крис Эванс, Джереми Реннер, Марк Руффало и Сэмюэл Л. Джексон  | • Седрик Николас-Троян, Филип Бреннан, Нил Корбоулд и Майкл Доусон — «Белоснежка и охотник»         |                                                                                            |
| Лучший грим и причёски Награду вручали Дженнифер Энистон и Ченнинг Татум                                                  | • Лиза Уэсткотт и Джули Дартнелл — «Отверженные»                                                    | • Лиза Уэсткотт и Джули Дартнелл — «Отверженные»                                           |
| Лучший грим и причёски Награду вручали Дженнифер Энистон и Ченнинг Татум                                                  | • Ховард Бергер, Питер Монтанья и Мартин Сэмюэл — «Хичкок»                                          |                                                                                            |
| Лучший грим и причёски Награду вручали Дженнифер Энистон и Ченнинг Татум                                                  | • Питер Кинг, Рик Финдлатер, Тами Лэйн — «Хоббит: Нежданное путешествие»                            |                                                                                            |
| Лучший документальный полнометражный фильм Награду вручал Бен Аффлек                                                      | • В поисках Сахарного Человека / Searching for Sugar Man (Малик Бенджеллуль и Саймон Чинн)          | • В поисках Сахарного Человека / Searching for Sugar Man (Малик Бенджеллуль и Саймон Чинн) |
| Лучший документальный полнометражный фильм Награду вручал Бен Аффлек                                                      | • Пять разбитых камер / 5 Broken Cameras (Эмад Бернат и Гай Давиди)                                 |                                                                                            |
| Лучший документальный полнометражный фильм Награду вручал Бен Аффлек                                                      | • Привратники / The Gatekeepers (Дрор Морех, Филиппа Коварски и Эстелль Фиалон)                     |                                                                                            |
| Лучший документальный полнометражный фильм Награду вручал Бен Аффлек                                                      | • Как пережить чуму / How to Survive a Plague (Дэвид Френс и Ховард Гертлер)                        |                                                                                            |
| Лучший документальный полнометражный фильм Награду вручал Бен Аффлек                                                      | • Невидимая война / The Invisible War (Кирби Дик и Эми Зиринг)                                      |                                                                                            |
| Лучший документальный короткометражный фильм Награду вручали Джейми Фокс и Керри Вашингтон                                | • Иносенте / Inocente (Шон Файн и Андреа Никс-Файн)                                                 | • Иносенте / Inocente (Шон Файн и Андреа Никс-Файн)                                        |
| Лучший документальный короткометражный фильм Награду вручали Джейми Фокс и Керри Вашингтон                                | • Кингс-Пойнт / Kings Point (Сари Гилман и Джедд Уайдер)                                            |                                                                                            |
| Лучший документальный короткометражный фильм Награду вручали Джейми Фокс и Керри Вашингтон                                | • Понедельники в Расине / Mondays at Racine (Синтия Вэйд и Робин Хонан)                             |                                                                                            |
| Лучший документальный короткометражный фильм Награду вручали Джейми Фокс и Керри Вашингтон                                | • Открытое сердце / Open Heart (Киф Дэвидсон и Кори Шеперд Штерн)                                   |                                                                                            |
| Лучший документальный короткометражный фильм Награду вручали Джейми Фокс и Керри Вашингтон                                | • Искупление / Redemption (Джон Элперт и Мэттью О’Нилл)                                             |                                                                                            |
| Лучший игровой короткометражный фильм Награду вручали Джейми Фокс и Керри Вашингтон                                       | • Сейчас или никогда / Curfew (Шон Кристенсен)                                                      | • Сейчас или никогда / Curfew (Шон Кристенсен)                                             |
| Лучший игровой короткометражный фильм Награду вручали Джейми Фокс и Керри Вашингтон                                       | • Асад / Asad (Брайан Бакли и Мино Яржура)                                                          |                                                                                            |
| Лучший игровой короткометражный фильм Награду вручали Джейми Фокс и Керри Вашингтон                                       | • Игроки бузкаши / Buzkashi Boys (Сэм Френч и Эриель Наср)                                          |                                                                                            |
| Лучший игровой короткометражный фильм Награду вручали Джейми Фокс и Керри Вашингтон                                       | • Смерть тени / Dood van een schaduw (Том Ван Авермает и Эллен де Вале)                             |                                                                                            |
| Лучший игровой короткометражный фильм Награду вручали Джейми Фокс и Керри Вашингтон                                       | • Генри / Henry (Ян Инглэнд)                                                                        |                                                                                            |
| Лучший анимационный короткометражный фильм Награду вручали Пол Радд и Мелисса Маккарти                                    | • Бумажный роман / Paperman (Джон Карс)                                                             | • Бумажный роман / Paperman (Джон Карс)                                                    |
| Лучший анимационный короткометражный фильм Награду вручали Пол Радд и Мелисса Маккарти                                    | • Адам и его собака / Adam and Dog (Минкау Ли)                                                      |                                                                                            |
| Лучший анимационный короткометражный фильм Награду вручали Пол Радд и Мелисса Маккарти                                    | • Свежий авокадо / Fresh Guacamole (PES)                                                            |                                                                                            |
| Лучший анимационный короткометражный фильм Награду вручали Пол Радд и Мелисса Маккарти                                    | • Вверх тормашками / Head over Heels (Тим Рекарт и Фодла Кронин О’Рейлли)                           |                                                                                            |
| Лучший анимационный короткометражный фильм Награду вручали Пол Радд и Мелисса Маккарти                                    | • Симпсоны: Мучительная продлёнка / Maggie Simpson: The Longest Daycare (Дэвид Силверман)           |                                                                                            |

## Специальные награды
Вручение специальных наград состоялось 1 декабря 2012 года в Hollywood & Highland Center, на 4-й церемонии Governors Awards.

### Почётный «Оскар»
- Джордж Стивенс-мл.[англ.];
- Ди Эй Пеннебейкер;
- Хэл Нидэм[англ.].

### Награда имени Джина Хершолта
- Джеффри Катценберг.

## Рекорды церемонии
- «Любовь» стала восьмым фильмом на иностранном языке, номинированным в категории «Лучший фильм»[9].
- В номинации «Лучшая женская роль» установлены сразу два рекорда: 85-летняя Эммануэль Ривы и 9-летняя Кувенжаней Уоллис стали самой пожилой номинанткой и самой юной номинанткой в категории «Лучшая женская роль»[10].
- «Мой парень — псих» стал первой кинокартиной за 31 год (со времён «Красных» Уоррена Битти), отмеченной во всех четырёх актёрских категориях[11].
- Впервые к получению статуэтки за лучшую мужскую роль второго плана представлены только актёры, уже когда-либо получавшие премию[12].
- Дэниел Дэй-Льюис стал единственным актёром, получившим три статуэтки за лучшую мужскую роль[13].

## Ход церемонии

### Песня памяти кинематографистов
- В 2013 году песни памяти Memory и The Way We Here под характерный видеомонтаж исполнила актриса и певица Барбра Стрейзанд.

### Другие песни
- Поскольку одной из главных тем церемонии стали мюзиклы, на сцене были показаны отрывки из киномюзиклов, когда-либо номинированных на премию.
- Так как на церемонии праздновалось 50-летие бондианы, прозвучали саундтреки из разных фильмов этой серии. На сцене выступили Адель и Ширли Бэсси.